# Grenzlerburg
Die Grenzlerburg ist eine  abgegangene spätmittelalterliche Turmburg in der Gemarkung von Liebenburg im Landkreis Goslar in Niedersachsen.

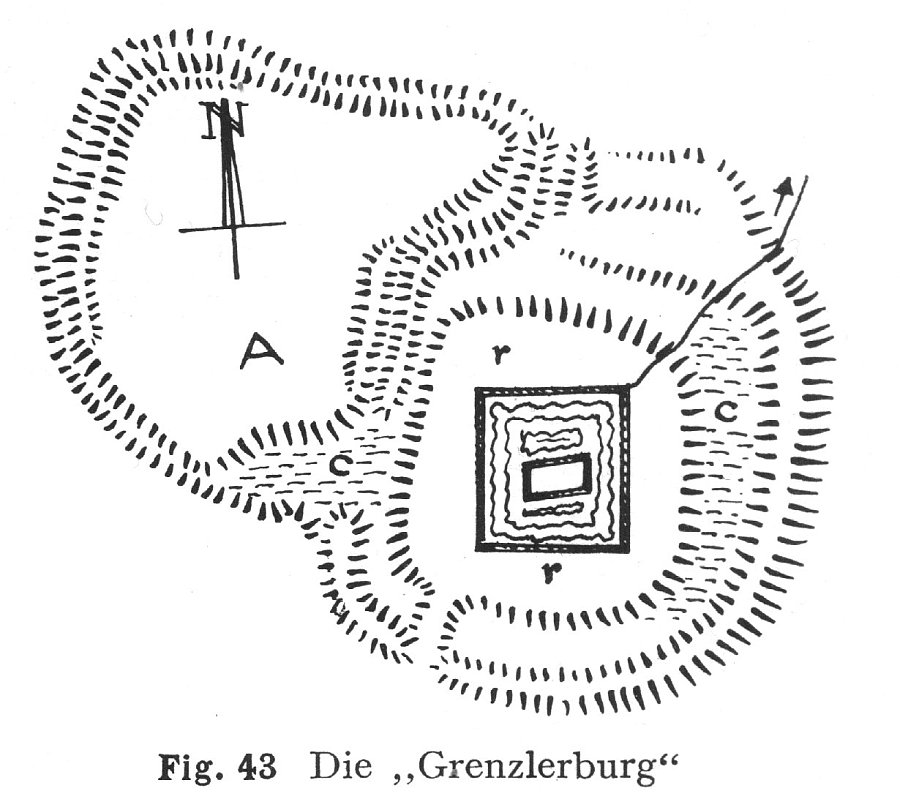
Plan der Burganlage

## Lage
Die Grenzlerburg liegt im südlichen Mittelteil des Salzgitter-Höhenzuges, etwa 2,2 km westlich des Schlosses Liebenburg und unweit des Forstweges von Liebenburg nach Salzgitter-Bad. Hier verlief im Mittelalter ein wichtiger Weg von Hildesheim nach Halberstadt. Dieser Weg diente auch der Verbindung der beiderseits der Oker gelegenen Wege aus dem Harz nach Braunschweig. Die Grenzlerburg diente dem Schutz dieses und anderer Wege. Sie sollte auch die östlichen Besitztümer des Bistums Hildesheim und die Salzquellen im heutigen Salzgitter-Bad schützen, die etwa drei Kilometer nordwestlich der Grenzlerburg lagen.

## Beschreibung

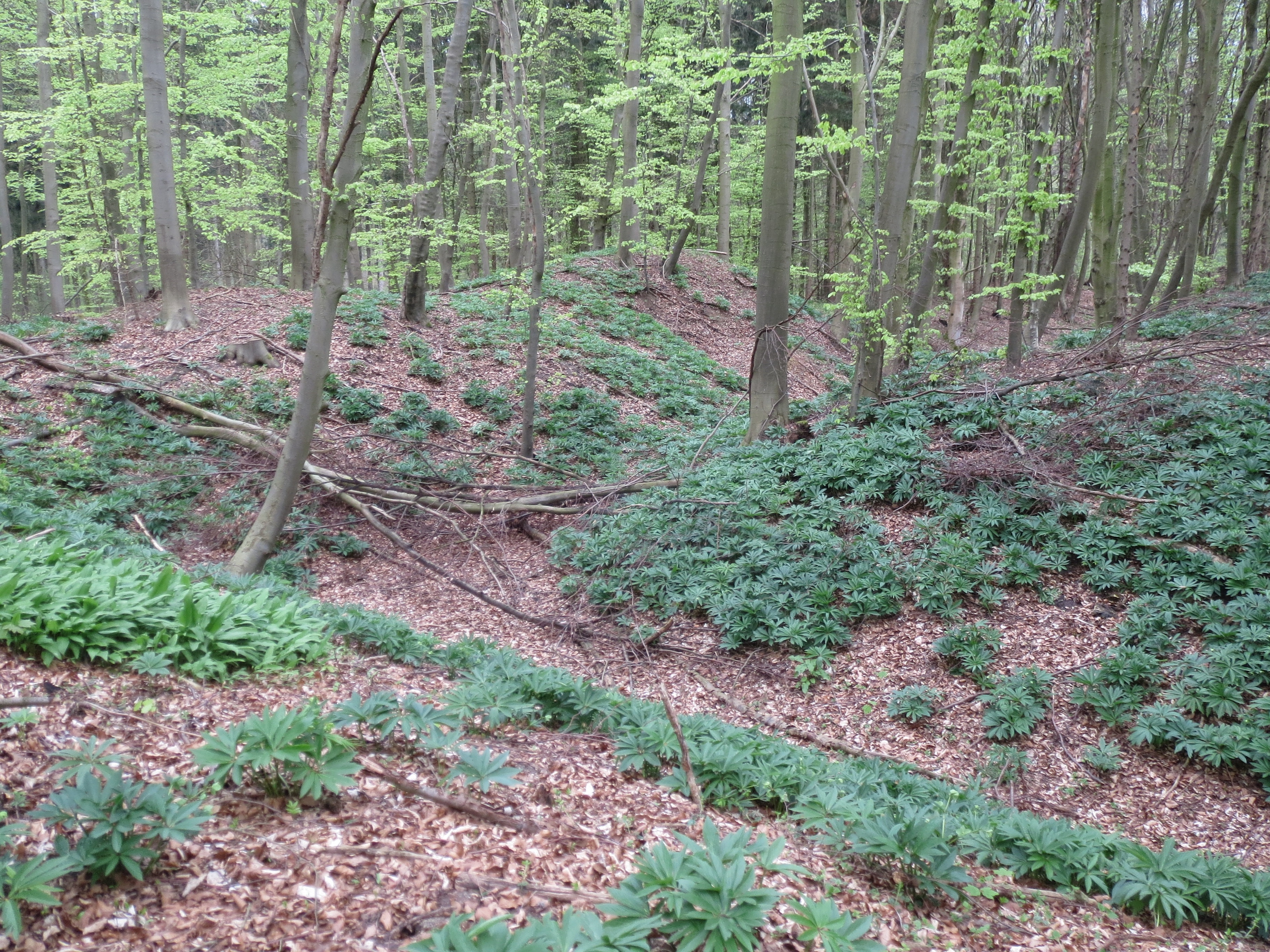
Reste des Außenwalls

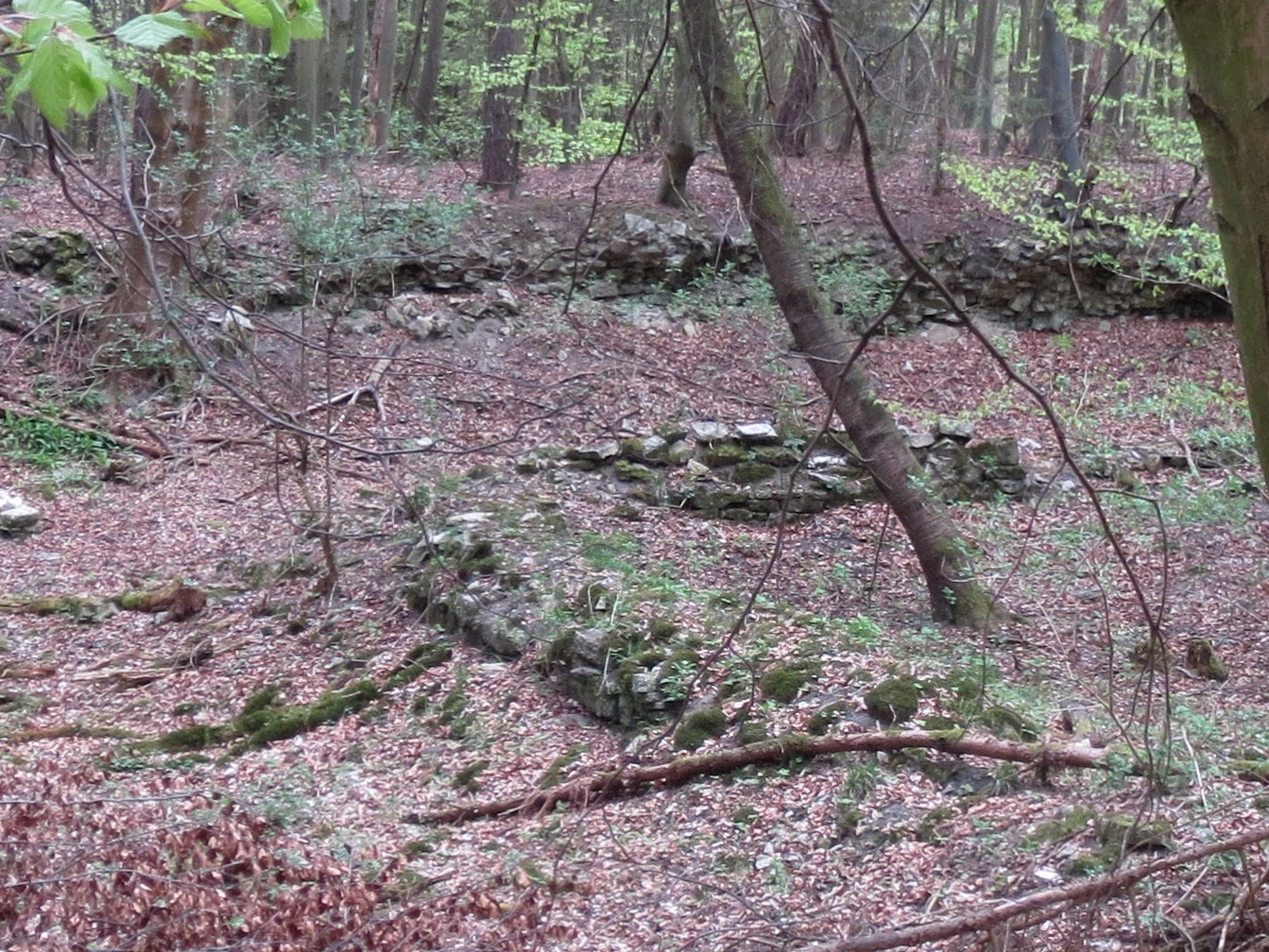
Grundmauern des Wohnturms (vorn) und Reste des Innenwalls

Die Grenzlerburg befindet sich in einer Senke des salzgitterschen Höhenzuges. Diese eher ungewöhnliche Lage wurde zum Sammeln des Oberflächenwassers ausgenutzt, das in einen Stauweiher südwestlich der Burg geleitet wurde, von dem aus der Wassergraben gespeist wurde.
Die Burg war nach ihrer Bauweise eine stark befestigte Turmburg. Das Zentrum der etwa 100 × 100 m großen Anlage bilden die 80 cm dicken Grundmauern eines etwa 8 × 14 m großen Gebäudes. Da diese Fundamente nicht mächtig genug waren, um einen steinernen Turm zu tragen, wird angenommen, dass es sich hier um einen Wohnturm handelte, dessen obere Stockwerke aus Holz waren.
Das Gebäude wird von einem 7–10 m breiten Graben umschlossen. Der wiederum ist von einem 7–15 m breiten Vorwall umgeben, dessen Krone 2–3 m höher als die Grabensohle ist. Dieser Wall war in weiten Teilen gemauert, davon sind an der Nordostseite noch 27 m und weitere Reste an der Südostseite erhalten. Diese Anlage ist von einem weiteren, 3 m tiefen, Vorgraben geschützt, dessen Sohle zwischen 5 und 20 m breit ist. Dieser Vorgraben wird durch einen 3 m hohen und an seiner Krone 2 bis 5 m breiten Wall abgeschlossen. Auf der Nordseite ist der Wall durch zwei Einlasse unterbrochen, durch die bei Bedarf Wasser in den Graben gelassen werden konnte. An der Südwestecke sind die Wälle durch eine Erdbrücke verbunden.
Im Nordwesten der Anlage wurden Reste eines weiteren Walls mit einem davorliegenden Graben entdeckt, der vermutlich zu einer älteren Wallburg gehörte. An der südlichen Ecke dieses Außenwerks ist der Graben zu einem kleinen Teich erweitert, der als Wasserreservoir zur Flutung der Gräben diente.
In Teilen der Wälle wurden Spuren von Eisenerz gefunden, es wird daher angenommen, dass auf dem Gelände zeitweilig auch eine Eisenhütte betrieben wurde.
Im nordwestlichen Bereich wurden nach 1937 Teile der Wallanlage durch den Erzbergbau der Grube Ida-Bismarck zerstört. Die Grenzlerburg ist heute (2015) größtenteils vom Wald überwachsen, einige Mauerreste sind aber freigelegt worden und Teile der Gräben und Wälle sind erkennbar.
Vermessen wurde die Anlage erstmals 1887 und zwischen 1968 und 1971. Bei Baggerarbeiten wurde 1968 ein alter gemauerter Brunnen entdeckt. Im Juli 2015 wurde die Anlage durch Studenten des Instituts für Kartografie und Geoinformatik der Leibniz-Universität Hannover erneut vermessen. Die Auswertung der Ergebnisse soll zu einem späteren Zeitpunkt veröffentlicht werden.

## Geschichte
Die Quellen zur Geschichte der Grenzlerburg sind nur sehr spärlich. Ein angenommener frühmittelalterlicher Ursprung ist bisher nicht erwiesen.  Der Name der Burg leitet sich von Gremesleve ab und ist nach der Ritterfamilie von Gremsleben benannt, Lehnsleuten des Bischofs von Hildesheim. Die Familie wurde 1326 erstmals urkundlich erwähnt, weitere Nennungen reichen bis zum Ende des 15. Jahrhunderts. Die Familie war u. a. im benachbarten Dorf Gitter begütert, worauf dort auch heute noch einige Flurnamen (Im Gremsleber Kampe und Unterm Gremsleber Weg) hinweisen.
Es wird angenommen, dass die Burg ein Lehen des Bistums Hildesheim war. In diesem Fall diente sie zur Sicherung der Ostgrenze des Bistums und dem Schutz der Salzquellen in Salzgitter. 1366 wird der Ort Gremsleve als Zubehör der nahe gelegenen Burg Liebenburg des Bistums Hildesheim genannt. Zu diesem Zeitpunkt dürfte die Burg somit zugunsten der durch den Hildesheimer Bischof Siegfried II. am Ende des 13. Jahrhunderts gegründeten Burg aufgegeben gewesen sein.

## Eisenerzbergbau an der Grenzlerburg
Die Wehranlage liegt auf einem Eisenerzlager, das schon vor dem 17. Jahrhundert bekannt war. 1682 ließ der damalige Statthalter des Hochstifts Hildesheim und spätere Fürstbischof Jobst Edmund von Brabeck an der Innerste eine Eisenhütte gründen, in der die Erze vom nahen Salzgitter-Höhenzug verarbeitet wurden. Dazu erwarb von Brabeck 1687 das Recht, an der Grenzlerburg einen Stollen zum Abbau des Erzes zu betreiben. Wegen der schlechten Qualität des erzeugten Roheisens wurde der Betrieb der Eisenhütte 1695 wieder eingestellt. Zwischen 1870 und 1873 ließ der Eisenbahngroßunternehmer Bethel Henry Strousberg in den Grubenfeldern Helene und Ludwig an der Grenzlerburg Erz für sein nahes Eisenwerk Othfresen fördern. Ab 1939 wurde etwa 150 m westlich der Schacht Ida der Grube Ida-Bismarck niedergebracht, die Grube wurde bis 1962 betrieben und zerstörte Teile der Burg.